# Roc Nation

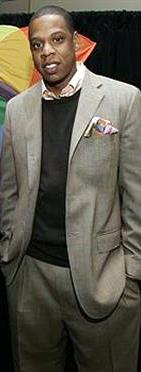
Zakladatel Roc Nation Jay-Z

Roc Nation je americká hudební nahrávací společnost a obchodní a managementová společnost založena v roce 2008 rapperem Jay-Z. Společnost má sídlo v New Yorku.

## Vznik
V dubnu 2008 se společnost Live Nation, která se zabývá zábavním průmyslem, spojila s rapperem a podnikatelem Jay-Z a vytvořily dceřinou společnost a hudební nakladatelství Roc Nation. Ve stejném roce byl také vytvořen podlabel StarRoc a společnost Takeover Roc Nation, která se zabývá distribucí a propagací v Evropě. Společnost podléhá distribuci Sony Music Entertainment.

## Sestava
Při vzniku se k labelu upsal Jay-Z. Prvním přírůstkem do sestavy se stal rapper a hudební producent J. Cole, a to v roce 2009. Roku 2010 přibyli rapper Jay Electronica, zpěvák Hugo a zpěvačky Alexis Jordan, Bridget Kelly, Rita Ora a Willow Smith. Roku 2011 byl k labelu upsán rapper K Koke.

### Seznam umělců
Současní:
| Umělec           | Roky působení | Počet alb/EP u labelu |
| ---------------- | ------------- | --------------------- |
| Jay-Z            | 2008 – nyní   | (5)                   |
| J. Cole          | 2009 – nyní   | (6)                   |
| Jay Electronica  | 2010 – nyní   | (2)                   |
| Willow Smith     | 2010 – nyní   | (5)                   |
| Rihanna          | 2014 – nyní   | (2)                   |
| Vic Mensa        | 2015 – nyní   | (4)                   |
| DOROTHY          | 2015 – nyní   | (3)                   |
| Belly            | 2015 – nyní   | (2)                   |
| Rapsody          | 2016 – nyní   | (2)                   |
| The Lox          | 2016 – nyní   | (2)                   |
| Mozart La Para   | 2016 – nyní   | —                     |
| Casanova         | 2016 – nyní   | (3)                   |
| Jaden Smith      | 2016 – nyní   | (4)                   |
| Victoria La Mala | 2017 – nyní   | —                     |
| Victory          | 2017 – nyní   | —                     |
| Jay Park         | 2017 – nyní   | (1)                   |
| Harry Hudson     | 2017 – nyní   | (2)                   |
| Freeway          | 2017 – nyní   | (1)                   |
| Nicole Bus       | 2018 – nyní   | (1)                   |
| Q Da Fool        | 2018 – nyní   | —                     |
| Supa Dupa Humble | 2018 – nyní   | (1)                   |
| Tainy            | 2019 – nyní   | (2)                   |
| Buju Banton      | 2019 – nyní   | (1)                   |
| Ambré            | 2019 – nyní   | (1)                   |
| Harloe           | 2019 – nyní   | (1)                   |
| Snoh Aalegra     | 2020 – nyní   | (1)                   |

Bývalí:
| Umělec         | Roky působení | Počet alb/EP u labelu |
| -------------- | ------------- | --------------------- |
| Alexis Jordan  | 2010 – 2013   | (1)                   |
| Hugo           | 2010 – 2013   | (1)                   |
| K Koke         | 2011 – 2013   | —                     |
| Rita Ora       | 2009 – 2016   | (1)                   |
| Alexa Goddard  | 2014 – 2016   | —                     |
| Tiwa Savage    | 2016 – 2017   | —                     |
| Mayaeni        | 2012 – 2017   | —                     |
| DJ Mustard     | 2013 – 2017   | (2)                   |
| T.I.           | 2016 – 2017   | (2)                   |
| Inna           | 2018 – 2019   | (1)                   |
| Claudia Leitte | 2015 – 2019   | —                     |
| Ceraadi        | 2019 – 2020   | (1)                   |
| RØMANS         | 2014 – 2020   | (4)                   |
| Maxo Kream     | 2019 – 2020   | (1)                   |
| Jarren Benton  | 2018 – 2020   | (1)                   |
| Justine Skye   | 2016 – 2020   | (1)                   |

## Management
Společnost Roc Nation také spravuje mnohé umělce po stránce managementu. Mezi jejich nejznámější klienty patří zpěvačky Rihanna, Shakira, Kylie Minogue a M.I.A., dále umělci jako jsou Mark Ronson, Melanie Fiona, Santigold, The Ting Tings, Tinchy Stryder, Wale, Big Sean, Fabolous, Tinashe, Lil Uzi Vert, Jim Jones nebo Gashi.
Mimo zpěváků se věnují i hudebním producentům, starají se o producenty jako jsou No I.D., Stargate, Lab Ox, S1, Timbaland a další.

## Diskografie

### Studiová alba a EP
| Rok  | Album | Nejvyšší umístění v hitparádě | Nejvyšší umístění v hitparádě | Nejvyšší umístění v hitparádě | Ocenění                                    |
| Rok  | Album | US 200                        | US R&B/ Hip-Hop               | UK                            | Ocenění                                    |
| ---- | --- | ----------------------------- | ----------------------------- | ----------------------------- | ------------------------------------------ |
| 2009 | Jay-Z – The Blueprint 3 - Vydáno: 8. září 2009 - Vydavatel: Roc Nation, Atlantic                                                        | 1                             | 1                             | 4                             | US: platinové CAN: platinové UK: platinové |
| 2011 | Alexis Jordan – Alexis Jordan - Vydáno: 25. února 2011 - Vydavatel: StarRoc, Roc Nation                                                 | —                             | —                             | 9                             |                                            |
| 2011 | Hugo – Old Tyme Religion - Vydáno: 10. května 2011 - Vydavatel: Roc Nation                                                              | —                             | —                             | —                             |                                            |
| 2011 | Jay-Z & Kanye West – Watch the Throne - Vydáno: 8. srpna 2011 - Vydavatel: Roc-A-Fella, Roc Nation, Def Jam                             | 1                             | 1                             | 3                             | US: platinové                              |
| 2011 | J. Cole – Cole World: The Sideline Story - Vydáno: 27. září 2011 - Vydavatel: Roc Nation, Columbia                                      | 1                             | 1                             | 25                            | US: platinové                              |
| 2012 | Rita Ora – Ora - Vydáno: 24. srpna 2012 (UK) 25. září 2012 (USA) - Vydavatel: Roc Nation, Columbia                                      | —                             | —                             | 1                             | UK: platinové                              |
| 2013 | J. Cole – Born Sinner - Vydáno: 18. června 2013 - Vydavatel: Dreamville, Roc Nation, Columbia                                           | 1                             | 1                             | 7                             | US: platinové CAN: zlaté UK: stříbrné      |
| 2013 | Jay-Z – Magna Carta... Holy Grail - Vydáno: 9. července 2013 - Vydavatel: Roc-A-Fella, Roc Nation, Universal                            | 1                             | 1                             | 1                             | US: 2x platinové CAN: platinové UK: zlaté  |
| 2014 | DJ Mustard – 10 Summers - Vydáno: 26. srpna 2014 - Vydavatel: Pushaz Ink, Roc Nation, Republic                                          | 143                           | 20                            | —                             |                                            |
| 2014 | J. Cole – 2014 Forest Hills Drive - Vydáno: 9. prosince 2014 - Vydavatel: Dreamville, Roc Nation, Columbia                              | 1                             | 1                             | 3                             | US: 2x platinové CAN: zlaté UK: zlaté      |
| 2015 | Rihanna & různí umělci – Home OST - Vydáno: 23. března 2015 - Vydavatel: Westbury Road, Roc Nation                                      | 40                            | —                             | —                             |                                            |
| 2015 | RØMANS – Overthinking Pt. 1 (EP) - Vydáno: 10. července 2015 - Vydavatel: Roc Nation                                                    | —                             | —                             | —                             |                                            |
| 2015 | RØMANS – Act I (EP) - Vydáno: 11. prosince 2015 - Vydavatel: Roc Nation                                                                 | —                             | —                             | —                             |                                            |
| 2015 | Willow – Ardipithecus - Vydáno: 11. prosince 2015 - Vydavatel: Roc Nation                                                               | —                             | —                             | —                             |                                            |
| 2016 | Rihanna – Anti - Vydáno: 28. ledna 2016 - Vydavatel: Westbury Road, Roc Nation                                                          | 1                             | 1                             | 7                             | US: 2x platinové CAN: zlaté UK: zlaté      |
| 2016 | J. Cole – Forest Hills Drive: Live - Vydáno: 28. ledna 2016 - Vydavatel: Dreamville, Roc Nation                                         | 71                            | —                             | —                             |                                            |
| 2016 | RØMANS – Silence (EP) - Vydáno: 25. března 2016 - Vydavatel: Roc Nation                                                                 | —                             | —                             | —                             |                                            |
| 2016 | Vic Mensa – There's Alot Going On (EP) - Vydáno: 3. června 2016 - Vydavatel: Roc Nation, Def Jam                                        | 127                           | 14                            | —                             |                                            |
| 2016 | Dorothy – Rockisdead - Vydáno: 24. června 2016 - Vydavatel: Roc Nation                                                                  | 129                           | —                             | —                             |                                            |
| 2016 | T.I. – Us or Else (EP) - Vydáno: 23. září 2016 - Vydavatel: Grand Hustle, Roc Nation                                                    | 175                           | 12                            | —                             |                                            |
| 2016 | DJ Mustard – Cold Summer - Vydáno: 30. září 2016 - Vydavatel: Pu$haz Ink, Roc Nation, Republic                                          | —                             | 24                            | —                             |                                            |
| 2016 | J. Cole – 4 Your Eyez Only - Vydáno: 9. prosince 2016 - Vydavatel: Dreamville, Roc Nation, Interscope                                   | 1                             | 1                             | 21                            | US: platinové UK: zlaté                    |
| 2016 | The Lox – Filthy America... It's Beautiful - Vydáno: 16. prosince 2016 - Vydavatel: D-Block Records, Roc Nation                         | 42                            | 6                             | —                             |                                            |
| 2016 | T.I. – Us or Else: Letter to the System (extended EP) - Vydáno: 16. prosince 2016 - Vydavatel: Grand Hustle, Roc Nation                 | —                             | 39                            | —                             |                                            |
| 2016 | Yo Gotti – CM9 (White Friday) (mixtape) - Vydáno: 23. prosince 2016 - Vydavatel: CMG, Epic, Roc Nation                                  | 16                            | 4                             | —                             |                                            |
| 2017 | RØMANS – Automatic (EP) - Vydáno: 31. března 2017 - Vydavatel: Roc Nation                                                               | —                             | —                             | —                             |                                            |
| 2017 | Vic Mensa – The Manuscript (EP) - Vydáno: 8. června 2017 - Vydavatel: Roc Nation, Capitol                                               | —                             | —                             | —                             |                                            |
| 2017 | Jay-Z – 4:44 - Vydáno: 30. června 2017 - Vydavatel: Roc Nation                                                                          | 1                             | 1                             | 3                             | US: platinové                              |
| 2017 | Vic Mensa – The Autobiography - Vydáno: 28. července 2017 - Vydavatel: Roc Nation                                                       | 27                            | 18                            | —                             |                                            |
| 2017 | Rapsody – Laila's Wisdom - Vydáno: 22. září 2017 - Vydavatel: Jamla, Roc Nation                                                         | 125                           | —                             | —                             |                                            |
| 2017 | Willow – The 1st - Vydáno: 31. října 2017 - Vydavatel: Roc Nation                                                                       | —                             | —                             | —                             |                                            |
| 2017 | Jaden – Syre - Vydáno: 17. listopadu 2017 - Vydavatel: MSFTSMusic, Roc Nation                                                           | 24                            | 10                            | 85                            |                                            |
| 2017 | Fabolous a Jadakiss – Friday on Elm Street - Vydáno: 24. listopadu 2017 - Vydavatel: Street Family, Roc Nation, D-Block, Def Jam        | 10                            | 3                             | —                             |                                            |
| 2018 | Justine Skye – Ultraviolet - Vydáno: 19. ledna 2018 - Vydavatel: Roc Nation                                                             | —                             | —                             | —                             |                                            |
| 2018 | Dorothy – 28 Days in the Valley - Vydáno: 16. března 2018 - Vydavatel: Roc Nation                                                       | —                             | —                             | —                             |                                            |
| 2018 | Harry Hudson – Yesterday’s Tomorrow Night - Vydáno: 30. března 2018 - Vydavatel: MSFTSMusic, Roc Nation                                 | —                             | —                             | —                             |                                            |
| 2018 | J. Cole – KOD - Vydáno: 20. dubna 2018 - Vydavatel: Dreamville, Roc Nation, Interscope                                                  | 1                             | 1                             | 2                             | US: platinové CAN: zlaté UK: zlaté         |
| 2018 | Jay-Z & Beyoncé – Everything Is Love - Vydáno: 16. června 2018 - Vydavatel: Parkwood, Sony, S. Carter, Roc Nation                       | 2                             | 1                             | 5                             |                                            |
| 2018 | Freeway – Think Free - Vydáno: 22. června 2018 - Vydavatel: New Rothchilds, Roc Nation                                                  | —                             | —                             | —                             |                                            |
| 2018 | Casanova – Commissary (EP) - Vydáno: 29. června 2018 - Vydavatel: 2x Entertainment, Roc Nation                                          | —                             | —                             | —                             |                                            |
| 2018 | Jaden – Syre: The Electric Album (EP) - Vydáno: 12. července 2018 - Vydavatel: MSFTSMusic, Roc Nation                                   | —                             | —                             | —                             |                                            |
| 2018 | Jay Park – ASK BOUT ME (EP) - Vydáno: 20. července 2018 - Vydavatel: AOMG, Roc Nation                                                   | —                             | —                             | —                             |                                            |
| 2018 | Jarren Benton – Yuck Fou - Vydáno: 27. července 2018 - Vydavatel: Roc Nation, Universal Music Group                                     | —                             | —                             | —                             |                                            |
| 2018 | Belly – Immigrant - Vydáno: 12. října 2018 - Vydavatel: Roc Nation, XO                                                                  | 169                           | —                             | —                             |                                            |
| 2019 | Casanova – Free At Last (EP) - Vydáno: 15. února 2019 - Vydavatel: Roc Nation                                                           | —                             | —                             | —                             |                                            |
| 2019 | Harloe – Rivers Run Dry (EP) - Vydáno: 13. března 2019 - Vydavatel: Roc Nation                                                          | —                             | —                             | —                             |                                            |
| 2019 | Supa Dupa Humble – Humble Gardens: Reloaded (EP) - Vydáno: 15. března 2019 - Vydavatel: Roc Nation                                      | —                             | —                             | —                             |                                            |
| 2019 | Inna – Yo - Vydáno: 31. května 2019 - Vydavatel: Roc Nation                                                                             | —                             | —                             | —                             |                                            |
| 2019 | Jaden – Erys - Vydáno: 5. července 2019 - Vydavatel: MSFTSMusic, Roc Nation                                                             | 12                            | 8                             | 6                             |                                            |
| 2019 | Willow – Willow - Vydáno: 19. července 2019 - Vydavatel: MSFTSMusic, Roc Nation                                                         | —                             | —                             | —                             |                                            |
| 2019 | Maxo Kream – Brandon Banks - Vydáno: 19. července 2019 - Vydavatel: Big Persona, 88 Classic, RCA, Roc Nation                            | 68                            | —                             | —                             |                                            |
| 2019 | Ceraadi – Ceraadi's Playlist (EP) - Vydáno: 9. srpna 2019 - Vydavatel: Roc Nation                                                       | —                             | —                             | —                             |                                            |
| 2019 | 93Punx (Vic Mensa) – 93Punx - Vydáno: 23. srpna 2019 - Vydavatel: Roc Nation                                                            | —                             | —                             | —                             |                                            |
| 2019 | Rapsody – Eve - Vydáno: 23. srpna 2019 - Vydavatel: Jamla, Roc Nation                                                                   | 76                            | —                             | —                             |                                            |
| 2019 | Casanova – Behind These Scars - Vydáno: 11. října 2019 - Vydavatel: 2x Entertainment, Roc Nation                                        | —                             | —                             | —                             |                                            |
| 2019 | Nicole Bus – Kairos - Vydáno: 18. října 2019 - Vydavatel: Roc Nation                                                                    | —                             | —                             | —                             |                                            |
| 2019 | Ambré – Pulp (EP) - Vydáno: 8. listopadu 2019 - Vydavatel: Roc Nation                                                                   | —                             | —                             | —                             |                                            |
| 2019 | Fabolous – Summertime Shootout 3: Coldest Summer Ever - Vydáno: 29. listopadu 2019 - Vydavatel: Street Family, Def Jam, Roc Nation      | 7                             | 3                             | —                             |                                            |
| 2020 | Jadakiss – Ignatius - Vydáno: 6. března 2020 - Vydavatel: D-Block, Roc Nation, Def Jam                                                  | 31                            | 19                            | 15                            |                                            |
| 2020 | Jay Electronica – A Written Testimony - Vydáno: 13. března 2020 - Vydavatel: Roc Nation                                                 | 12                            | 8                             | —                             |                                            |
| 2020 | Willow & Tyler Cole (jako The Anxiety) – The Anxiety - Vydáno: 13. března 2020 - Vydavatel: Roc Nation, MSFTSMusic                      | —                             | —                             | —                             |                                            |
| 2020 | Tainy – Neon16 Tape: The Kids that Grew Up on Reggaeton (EP) - Vydáno: 13. března 2020 - Vydavatel: Neon16, Y Entertainment, Roc Nation | —                             | —                             | —                             |                                            |
| 2020 | Buju Banton – Upside Down 2020 - Vydáno: 26. června 2020 - Vydavatel: Gargamel Music, Roc Nation                                        | —                             | —                             | —                             |                                            |
| 2020 | Jaden – CTV3: Cool Tape Vol. 3 - Vydáno: 28. srpna 2020 - Vydavatel: Roc Nation, MSFTSMusic                                             | 44                            | —                             | —                             |                                            |
| 2020 | The Lox – Living Off Xperience - Vydáno: 28. srpna 2020 - Vydavatel: D-Block, Roc Nation                                                | 154                           | —                             | —                             |                                            |
| 2020 | Jay Electronica – Act II: The Patents of Nobility (The Turn) - Vydáno: 5. října 2020 - Vydavatel: Equity, Roc Nation                    | —                             | —                             | —                             |                                            |
| 2020 | Harry Hudson – Hey, I'm Here For You - Vydáno: 20. listopadu 2020 - Vydavatel: MSFTSMusic, Roc Nation                                   | —                             | —                             | —                             |                                            |
| 2021 | J. Cole – The Off-Season - Vydáno: 14. května 2021 - Vydavatel: Dreamville, Roc Nation, Interscope                                      | 1                             | 1                             | 2                             | US: platinové UK: stříbrné                 |
| 2021 | Snoh Aalegra – Temporary Highs in the Violet Skies - Vydáno: 9. července 2021 - Vydavatel: ARTium, Roc Nation                           | 24                            | 16                            | 77                            |                                            |
| 2021 | Tainy & Yandel – Dynasty - Vydáno: 9. července 2021 - Vydavatel: Neon16, Y Entertainmen, Roc Nation                                     | —                             | —                             | —                             |                                            |
| 2021 | Willow – Lately I Feel Everything - Vydáno: 16. července 2021 - Vydavatel: Roc Nation, MSFTSMusic, Polydor                              | 46                            | —                             | —                             |                                            |
| 2021 | Belly – See You Next Wednesday - Vydáno: 27. srpna 2021 - Vydavatel: XO, Roc Nation                                                     | 191                           | —                             | —                             |                                            |
| 2022 | DOROTHY – Gifts from the Holy Ghost - Vydáno: 22. dubna 2022 - Vydavatel: Roc Nation                                                    | —                             | —                             | —                             |                                            |
| 2022 | Willow – Coping Mechanism - Vydáno: 7. října 2022 - Vydavatel: Roc Nation, MSFTSMusic                                                   | —                             | —                             | —                             |                                            |

### Mixtapes
- 2015 – Belly – Up For Days
- 2016 – Belly – Another Day in Paradise
- 2016 – Belly – Inzombia
- 2016 – Rapsody - Crown EP
- 2016 – Mayaeni - Basement Kid
- 2017 – Belly – Mumble Rap